# Tania Vicenzino
Tania Vicenzino (Palmanova, 1. travnja 1986.) talijanska je skakačica u dalj. Šesterostruka je talijanska prvakinja u skoku dalj od 2007. do 2013. i pobjednica Talijanskog dvoranskog prvenstva 2009.
Osvajačica je zlata s Mediteranskih igara 2009. i bronce s igara 2013. u Mersinu. 
Osobni rekord (6,57 m) preskočila je 2012. godine. Trenira u atletskom klubu C.S.Escerito. 